# Turner (Oregon)
Turner is een plaats (city) in de Amerikaanse staat Oregon, en valt bestuurlijk gezien onder Marion County.

## Demografie
Bij de volkstelling in 2000 werd het aantal inwoners vastgesteld op 1199. In 2006 is het aantal inwoners door het United States Census Bureau geschat op 1621, een stijging van 422 (35,2%).

## Geografie
Volgens het United States Census Bureau beslaat de plaats een oppervlakte van 4,1 km², waarvan 4,0 km² land en 0,1 km² water. Turner ligt op ongeveer 87 m boven zeeniveau.

## Plaatsen in de nabije omgeving
De onderstaande figuur toont nabijgelegen plaatsen in een straal van 16 km rond Turner.